# Via di Bitterfeld

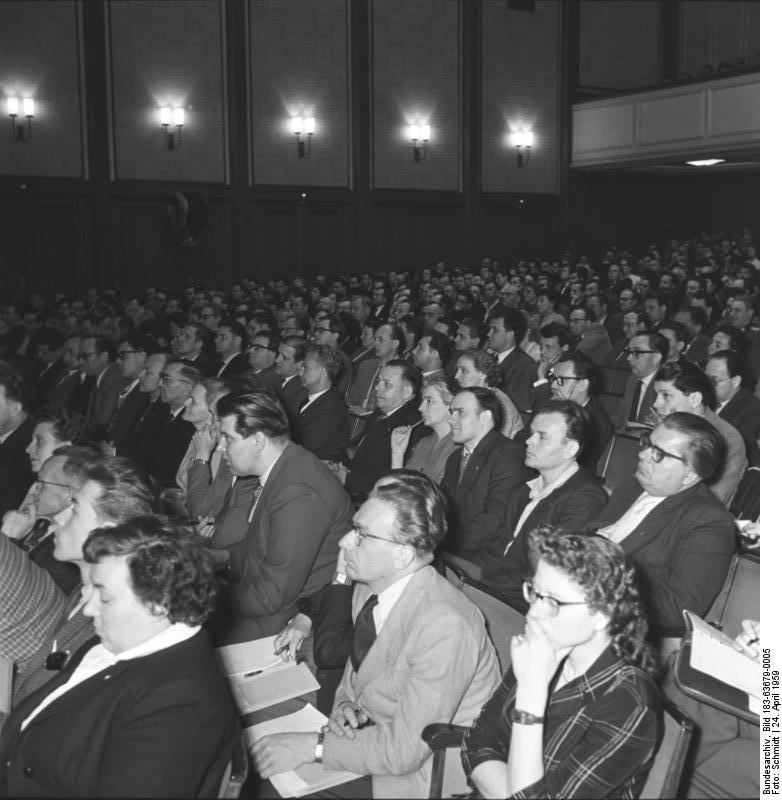
Conferenza di Bitterfeld, 24 aprile 1959.

La Via di Bitterfeld (in tedesco Bitterfelder Weg) fu un movimento letterario tedesco, che prese il nome da una conferenza tenuta a Bitterfeld nell'aprile 1959.
La conferenza fu indetta in seguito alla morte di Stalin e alla rivoluzione ungherese del 1956, che avevano suscitato nell'ambiente intellettuale della Germania Est aspettative verso una maggiore libertà artistica. In particolare Hans Mayer alla conferenza dell'unione degli scrittori del 1956 aveva inneggiato a una "democratizzazione della letteratura", mentre Walter Ulbricht nel 1957 aveva scritto un manifesto in cui invocava la creazione di una nuova letteratura socialista, con il non recondito progetto di allentare le maglie della censura.
Per mettere a tacere le crescenti e sempre meno sotterranee critiche e per pilotare la protesta, fu organizzata una conferenza, promossa con lo slogan "Compagno, prendi in mano la penna, la cultura dello stato socialista ha bisogno di te!". Presentata come iniziativa proletaria, la conferenza stabilì la fondazione di una politica culturale socialista tedesca autonoma e autoctona attraverso alcune direttive, di cui la principale fu che nell'impegno artistico la precedenza dovesse essere data alla rappresentazione della vita reale del proletariato, e al raccontare in chiave ottimista i progressi del sistema socialista tedesco.
La casa editrice Mitteldeutscher Verlag, formalmente organizzatrice dell'evento, fu il fulcro dell'attività letteraria del movimento. Nonostante l'iniziativa non portò a maggiore libertà espressiva (che anzi in seguito alla costruzione del muro di Berlino si limitò ancora di più) ebbe comunque un peso rilevante per almeno un decennio.